# 국립평창청소년수련원
국립평창청소년수련원은 청소년기의 자연체험활동을 통해 도전정신을 기르고, 협동심과 공동체 의식을 기르기 위하여 설립된 한국청소년활동진흥원 산하 특수법인이다. 강원특별자치도 평창군 용평면 백옥포리 산 154-1번지(새터마을길 108)에 위치하고 있다.

## 연혁
- 1991년 6월 국립평창청소년수련원 건립계획 대통령 재가·확정
- 1992년 1월 부지 확보
- 1998년 10월 시설 준공
- 1998년 11월 국립평창청소년수련원 개원. 초대 최영우 원장 취임
- 2002년 10월 제2대 최영우 원장 연임
- 2005년 3월 특수법인 설립인가
- 2007년 9월 제3대 김종경 원장 취임
- 2009년 7월 제4대 최은규 원장 취임
- 2009년 9월 제5대 김두현 이사장 취임
- 2010년 9월 제6대 김정배 원장 취임
- 2012년 9월 제7대 전성민 원장 취임
- 2014년 9월 제8대 조병부 원장 취임
- 2017년 11월 제9대 이현주 원장 취임
- 2019년 12월 제10대 신승호 원장 취임
- 2021년 12월 제11대 유성희 원장 취임

## 주요 업무
- 일반청소년 수련활동
- 장애청소년, 소년소녀가장 등 소외계층 특수수련활동
- 가족단위 수련 및 여가활동의 장 제공
- 청소년지도자 연수(청소년지도자 전문연수, 자격연수 등)
- 수련프로그램 개발 및 보급(환경의식 함양 등 청소년기본법 8대 영역)
- 국제청소년교류 지원
- 기타 청소년 육성을 위한 정부위탁사업 운영 및 청소년활동 정보제공

## 조직

### 국립평창청소년수련원장
- 활동운영부
- 고객지원부
- 운영관리부

## 같이 보기
- 한국청소년활동진흥원
- 국립중앙청소년수련원
- 국립고흥청소년우주체험센터